# Dhamdha
Dhamdha is een nagar panchayat (plaats) in het district Durg van de Indiase staat Chhattisgarh. 

## Demografie
Volgens de Indiase volkstelling van 2001 wonen er 8.574 mensen in Dhamdha, waarvan 50% mannelijk en 50% vrouwelijk is. De plaats heeft een alfabetiseringsgraad van 62%. 